# リキッド・リキッド
リキッド・リキッド (Liquid Liquid) は、1980年代前半に活動していたアメリカ・ニューヨークのバンドである。現在でもライブをするなど時折再活動している。

## 概要
1980年、ニューヨークで結成され、99 Recordsの看板バンドとして活動していたが実質的な活動期間は3年余りと短く、数枚のEPをリリースしただけで活動を休止している。しかしその音楽は今もなお多くのミュージシャンやDJたちから支持され続けており、活動休止後も様々な音楽に影響を与えている。グランドマスター・フラッシュの「White Lines」での「Cavern」のサンプリングや、DJシャドウの「The Number Song」での「Optimo」のサンプリング、イギリスのDJチームオプティモの名前の由来になったことなどが知られている。また2000年代のダンス・パンクにも大きな影響を与えており、2003年にはDFAレコーズとのレコーディング、2011年にはLCDサウンドシステムのラストライブでの再結成なども行っている。
音源の再発売盤は1997年にMo'WaxとGrand Royalからリリースされた『Liquid Liquid』と、2008年にドミノ・レコーズからリリースされた過去の作品と未発表曲をまとめたアルバム『Slip in and out of Phenomenon』がある。

## メンバー
- スコット・ハートレイ Scott Hartley - ドラムス（1980年 - 1983年、2008年 - ）
- リチャード・マグワイア（英語版） Richard McGuire - ベース（1980年 - 1983年、2008年 - ）
- サル・プリンシパト Salvatore Principato - ボーカル（1980年 - 1983年、2008年 - ）
- デニス・ヤング Dennis Young - ギター（1980年 - 1983年、2008年 - ）

## ディスコグラフィ
- Liquid Liquid 12" EP(1981)
- Successive Reflexes 12" EP (1981)
- Bellhead/Push" 7 single (1981)
- Optimo 12" EP(1983)
- Dig We Must 12" (1984)
- Liquid Liquid 2xLP/CD (Mo Wax/Grand Royal, 1997)
- Slip In And Out Of Phenomenon 3xLP/CD (Domino Records, 2008)